# Virtsu (Alatskivi)
Virtsu – wieś w Estonii, w prowincji Tartu, w gminie Alatskivi.